# ألكسندر أولريش
ألكسندر أولريش هو نقابي وسياسي ألماني، ولد في 11 فبراير 1971 في كوزل في ألمانيا. نشط حزبياً في الحزب الديمقراطي الاجتماعي الألماني (1998 – 1998) وحزب اليسار (2004 – 2004) وانضم في يناير كانون الثاني عام 2024 الى الحزب المؤسس جديدا من قبل سارة فاجنكنشت والمعروف بإسم حزب "تحالف سارة فاجنكنشت".. وقد انتخب ممثل الجمعية البرلمانية لمجلس أوروبا ‏ لترشحه ضمن قائمة ألمانيا، (23 يناير 2006 – 25 يناير 2010) وفي الانتخابات الفيدرالية الألمانية 2017، انتخب عضو في البوندستاغ الألماني عن دائرة كايزرسلوترن ‏ وقد انضم خلال البوندستاغ الألماني التاسع عشر (24 أكتوبر 2017 – ) للكتلة البرلمانية The Left faction (Bundestag) ‏ وانتخب عضو في البوندستاغ الألماني خلال فترته النيابية ‏ (18 أكتوبر 2005 – 27 أكتوبر 2009).

## وصلات خارجية
- الموقع الرسمي